# Philip Stanhope, 5:e earl Stanhope

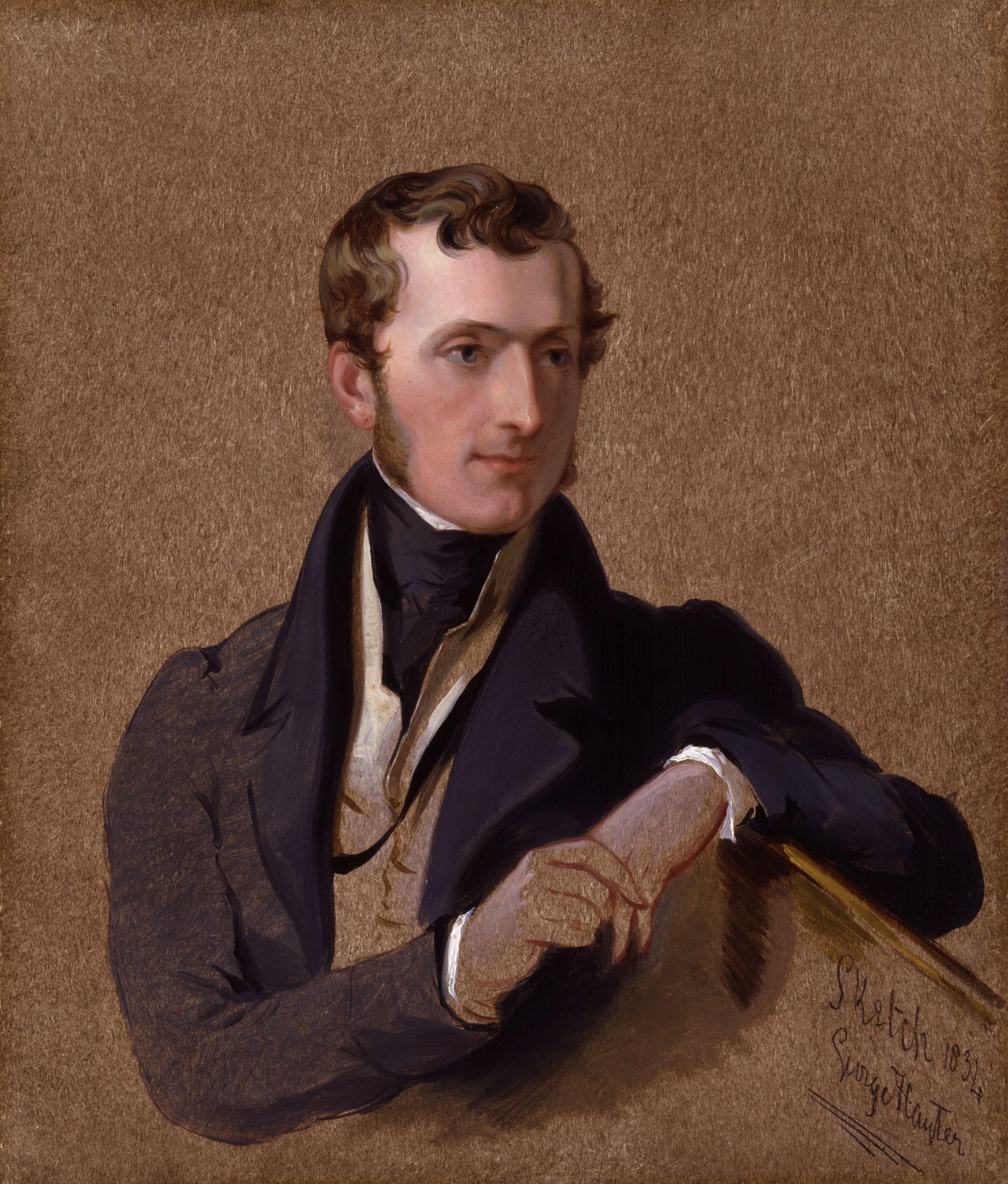
Philip Stanhope, 5:e earl Stanhope, målad av sir George Hayter.

Philip Henry Stanhope, 5:e earl Stanhope, född den 30 januari 1805, död den 24 december 1875 i Bournemouth,  var en engelsk historieskrivare och politiker. Han var son till Philip Stanhope, 4:e earl Stanhope, brorson till lady Hester Stanhope, far till Arthur Stanhope, 6:e earl Stanhope, Edward Stanhope och Philip Stanhope, 1:e baron Weardale.
Stanhope, mest känd som viscount Mahon (den titel han bar 1816–1855), inträdde i underhuset 1830, där han häftigt bekämpade parlamentsreformen, samt var 1834–1835 utrikes understatssekreterare i Peels första ministär och 1845–1846 sekreterare i Board of Control i dennes andra ministär. Stanhopes rykte grundar sig dock på hans historiska verk, vilka utmärks genom innehållets opartiska behandling och stilens enkla klarhet, varjämte de i ljuset framdragit mycket förut otryckt källmaterial, till vilket han genom sina släktförbindelser ägde tillgång. 
Av Stanhopes historiska verk kan nämnas History of the War of the Succession in Spain (1832), History of England from the Peace of Utrecht down to the Peace of Versailles 1713–1783 (7 band, 1836–1853), Life of William Pitt (4 band, 1862; 5:e upplagan 1879) och History of England comprising the Reign of Queen Anne until the Peace of Utrecht (1870; ny upplaga 1908). Stanhope utgav även lord Chesterfields brev (1845) och Robert Peels memoarer (1856) samt inrättade 1858 i Oxford det så kallade "Stanhope-priset" för forskningar i nyare tidens historia. Han genomdrev 1856 upprättandet av brittiska nationalporträttgalleriet.